# Церква Святого Преображення (Брест, Північна Македонія)
Церква Святого Преображення (мак. Црква „Св. Преображение“) — церква у с. Брест, общини Македонськи-Брод в Македонії. Розташована на вершині Фойник вище села. Була відновлена в 2010-2012 рр. До церкви можна дістатися по стежці з сіл Брест та Косово, а також по гірській дорозі від села Требовле.